# Termination (Genetik)
Die Termination ist die dritte und letzte Stufe der DNA-Replikation.
Bei linearer DNA – wie beispielsweise in den Chromosomen der Eukaryoten – muss die Termination nicht besonders ausgelöst werden, da, wenn zwei Replikationsgabeln aufeinanderlaufen bzw. die DNA endet, die Replikation damit automatisch beendet wird.
Bei den Prokaryoten und DNA-haltigen Organellen mit ringförmig aufgebauter DNA (Mitochondrien, Chloroplasten,…) sind gegenüber dem Replikationanfang (englisch Origin) gelegene Terminationssequenzen gefunden worden. Dabei handelt es sich genauer um zwei Basensequenzen, jeweils eine für eine Replikationsgabel. Die Replikation durch die DNA-Polymerase und die Primase endet dort. Hier treffen zwei Replikationskomplexe aufeinander. Nur einer der beiden repliziert weiter, bis die noch fehlenden Nukleotide ergänzt sind. Anschließend werden die beiden entstandenen Tochter-DNA-Moleküle voneinander getrennt.